# 기타무로군

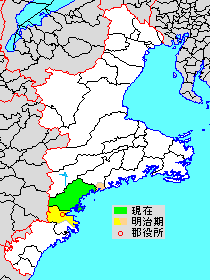
기타무로 군의 위치

기타무로군(일본어: 北牟婁郡, きたむろぐん)은 일본 미에현에 있는 군이다.
인구 12,980명, 면적 256.53km², 인구밀도 50.6명/km².(2025년 3월 1일, 추계인구)
한 개의 정으로 이루어져 있다.
- 기호쿠정(紀北町)

## 역사
- 2005년 10월 11일 - 기이나가시마 정과 미야마 정이 합병해 새로운 기호쿠 정이 성립하였다.